# Inmaculle Naberaho
Inmaculle Naberaho (sinh ngày 14 tháng 6 năm 1973) là một vận động viên chạy đường dài Rwanda. Bà thi đấu ở nội dung 3000 mét nữ tại Thế vận hội Mùa hè 1992.